# Дон-Избищенский сельсовет
Дон-Избищенский сельсовет, Дон-Избищенский сельский Совет — упразднённый в 1954 году сельсовет в Лебедянском районе Липецкой области России. Административный центр — село Донские Избищи.

## История
О дате образования Дон-Избищенского сельского Совета депутатов трудящихся данных нет. Есть в архивах документы 1937 года.
Дон-Избищенский сельсовет депутатов трудящихся и его исполком работал как минимум с 1941 и по 1954 годы.
В 1954 году Дон-Избищенский сельский Совет был ликвидирован и вошёл в Куликовский сельский Совет..

### Административно-территориальная принадлежность
До 6 января 1954 года в составе Рязанской области, после — в Липецкой.